# Vincent Bru
Pour les articles homonymes, voir Bru.
Vincent Bru, né le 29 avril 1955 à Bayonne (France), est un homme politique français.
Il a été député de la 6e circonscription des Pyrénées-Atlantiques.
Aux élections législatives de 2017, il est élu au second tour avec 62,51 % des suffrages exprimés en devançant la candidate Les Républicains. Il ne s'est pas représenté en 2024.

## Carrière professionnelle
Vincent Bru naît le 29 avril 1955 à Bayonne et a toujours vécu dans sa ville d’origine Cambo-les-Bains. 
Titulaire d’un DEA en droit public et un DEA en droit de la santé à l'université de Bordeaux, Vincent Bru a enseigné le droit public et administratif à l'université de Pau et des pays de l'Adour.

## Carrière politique

### Maire et conseiller départemental
Vincent Bru est élu maire de Cambo-les-Bains depuis 1995, réélu en 2014 avec 72,30 % des suffrages exprimés. Vincent Bru a également exercé la fonction de président du Sivom Errobi puis premier président de la communauté de communes Errobi, regroupant dix communes du territoire basque,. En parallèle de sa fonction de maire de Cambo-les-Bains, Vincent Bru s’est engagé dans la vie politique départementale des Pyrénées-Atlantiques. Élu conseiller général en 2001, il est élu conseiller départemental en 2015 avec sa binôme, Isabelle Pargade.
Lors des élections législatives de 2012, Vincent Bru est suppléant sans étiquette de Michèle Alliot-Marie (UMP), candidate à sa propre succession dans la 6e circonscription des Pyrénées-Atlantiques. Elle est finalement battue par la candidate PS Sylviane Alaux, élue au second tour avec 51,62 % des voix.

### Député
En 2017, Vincent Bru est investi par La République en marche et le Mouvement démocrate pour les élections législatives sur la 6e circonscription des Pyrénées-Atlantiques. Il est élu avec 62,51 % des suffrages face à la candidate Les Républicains Maider Arosteguy.  Il est apparenté MoDem, allié à la République en marche.
Conformément à la loi sur le non-cumul des mandats, Vincent Bru démissionne de ses mandats locaux à la suite de son élection comme député,. Il reste cependant conseiller municipal de Cambo-les-Bains.
Il est membre de la commission des Lois, et vice-président de la commission d'enquête sur les obstacles à l'indépendance du pouvoir judiciaire. Il est rapporteur de la loi sur la résidence alternée et estime que « l'enfant a le droit de connaître et d'être élevé par ses deux parents ».

#### Controverse sur son investiture
Opposant de longue date au mariage pour tous, il fait partie des signataires d'un manifeste demandant l'abrogation de la loi Taubira. À la suite de son investiture par LREM en mai 2017 pour élections législatives, la référente départementale Nathalie Niel saisit la commission d'éthique de LREM pour que sa candidature soit annulée, après avoir reçu 350 mails de protestation, tandis qu'une pétition est lancée,. Niel critique cette investiture, Bru n’étant pas adhérent et ne participant pas aux réunions du parti. Elle juge que sa position contre le mariage pour tous est « en contradiction totale avec les valeurs de En Marche! ». La commission d'éthique quant à elle estime « que son opposition passée au mariage pour tous n'[est] pas un élément suffisant pour le désinvestir ». Bru est également critiqué par les militants LREM pour n’avoir pas postulé auprès de la commission nationale d'investiture du parti, une procédure normalement obligatoire pour tous les candidats,. Selon Vincent Bru, c’est François Bayrou qui a directement transmis son dossier.
En juin 2017, selon Bernard Gachen, président de l'association LGBT des Bascos, Bru aurait assuré, lors d'une discussion, avoir évolué dans sa position : « Il dit “oui” à la PMA et “oui” à un débat sur la GPA ». Le 1er août 2020, il vote cependant contre le projet de loi de bioéthique, qui prévoit l'ouverture de la PMA aux couples de lesbiennes et aux femmes seules, en deuxième lecture à l'Assemblée nationale. Le projet de loi est finalement adopté à 60 voix contre 37.